# Akadem
Akadem (starogrčki Ἀκάδημος, Akademos) ili Hekadem (Ἑκάδημος, Hekadem) (latinski Academus ili Hecademus) bio je atički junak iz grčke mitologije. Predaja navodi kako su Kastoru i Polideuk napali Atiku kako bi iz nje oslobodili zatočenu sestru Helenu, a upravo Akadem braći je dojavio da se ona nalazi skrivena u Afirdni. Zbog toga su mu spartanski Tindaridi uvijek iskazivali zahvalnost, a kada god bi Lakedemonjani napali Atiku, uvijek bi poštedili Akademovu zemlju smještenu na Kefisu, šest stadija od Atene Plutarh, Tezej Na tom zemljištu su otada stalno sađene platane i maslenici,Plutarh, Kimon  a po svom vlasniku je nazvana Akademija
To se ime kasnije počelo rabiti za Platonovu Akademiju ili Hekademiju (Hekademeia) smještenu izvan atenskih zidova. To je mjesto bilo posvećeno Ateni, boginji mudrosti i drugim besmrtnicima.
Akademeia je kasnije poslužila kao izvor riječi "akademija".